# Les Corvées-les-Yys
Les Corvées-les-Yys é uma comuna francesa na região administrativa do Centro, no departamento Eure-et-Loir. Estende-se por uma área de 13,93 km². Em 2010 a comuna tinha 322 habitantes (densidade: 23,1 hab./km²).